# Caproni Ca.135
Caproni Ca.135 byl čtyřmístný italský dvoumotorový bombardovací jednoplošník smíšené konstrukce s dvojitou SOP z období druhé světové války.

## Vývoj a nasazení

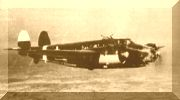
Caproni Ca.135

Konstrukce letounu byla zahájena v Ponte San Pietro v roce 1934 na základě specifikací italského ministerstva letectví, které požadovalo rychlost 390 km/h a dolet 1000 km s nákladem 1200 kg pum.
Prototyp Ca.135 (sér. č. MM299) byl zalétán 1. dubna 1935 se dvěma řadovými dvanáctiválci Isotta Fraschini Asso XI RC-40 po 588 kW, pohánějícími dřevěné dvoulisté vrtule. Později byly nahrazeny třílistými. Trojice kulometných střelišť rozmístěných na příď trupu, na hřbet a za křídlo na spodní část trupu, byla vyzbrojena po jednom kulometu Breda ráže 12,7 mm. Do předního střeliště mohl být alternativně instalován i dvojkulomet ráže 7,7 mm. Pumovou výzbroj tvořilo až 12 bomb do celkové hmotnosti 1600 kg.
Italské letectvo, dávající přednost třímotorovým bombardovacím strojům, uvolnilo typ Ca.135 pro export. V roce 1934 navázala Itálie hospodářské a vojenské styky s Peru a společnost Caproni založila v peruánském městě Las Palmas svou pobočku pro montáž a údržbu letadel. Peruánské letectvo na jaře 1937 zakoupilo 6 Ca.135 Tipo Peru s pohonnými jednotkami Isotta Fraschini Asso XI RC-45 s výkonem po 600 kW a se střelišti upravenými pro dvojkulomety ráže 7,7 mm. Letouny byly odeslány lodí z Neapole v srpnu 1937. Ještě v roce 1941 byly nasazeny v krátkém konfliktu s Ekvádorem.
Dalším uživatelem Ca.135 se stalo maďarské královské letectvo, které v červnu 1937 objednalo 30 letounů s motory Asso XI RC-40 se zvýšenou výkonností na 662 kW, jeden s dvojhvězdicovými Piaggio P-XI RC-40 po 735 kW a jeden s Alfa Romeo 135. Původní méně výkonné Asso XI RC-40 obdrželo 32 strojů určených v první dodávce pro Regia Aeronautica. V lednu 1938 jimi byly vyzbrojeny čtyři letky dislokované na letišti Ferrara.
Caproni Ca.135 Tipo Spagna byla verze se zabudovanými dvojhvězdicovými osmnáctiválci Fiat A-80 RC-41 po 735 kW, zalétaná v únoru 1938. V září 1938 odlétla z italského letiště Alghero skupina 14 strojů přes Baleáry do Španělska, avšak na mezipřistání v Palma de Mallorca dolétly jen dva letouny. Tři exempláře zmizely v moři a zbytek se vrátil na ostrov Sardinie pro poruchy karburátorů. Dodávka do Španělska byla následně zrušena.

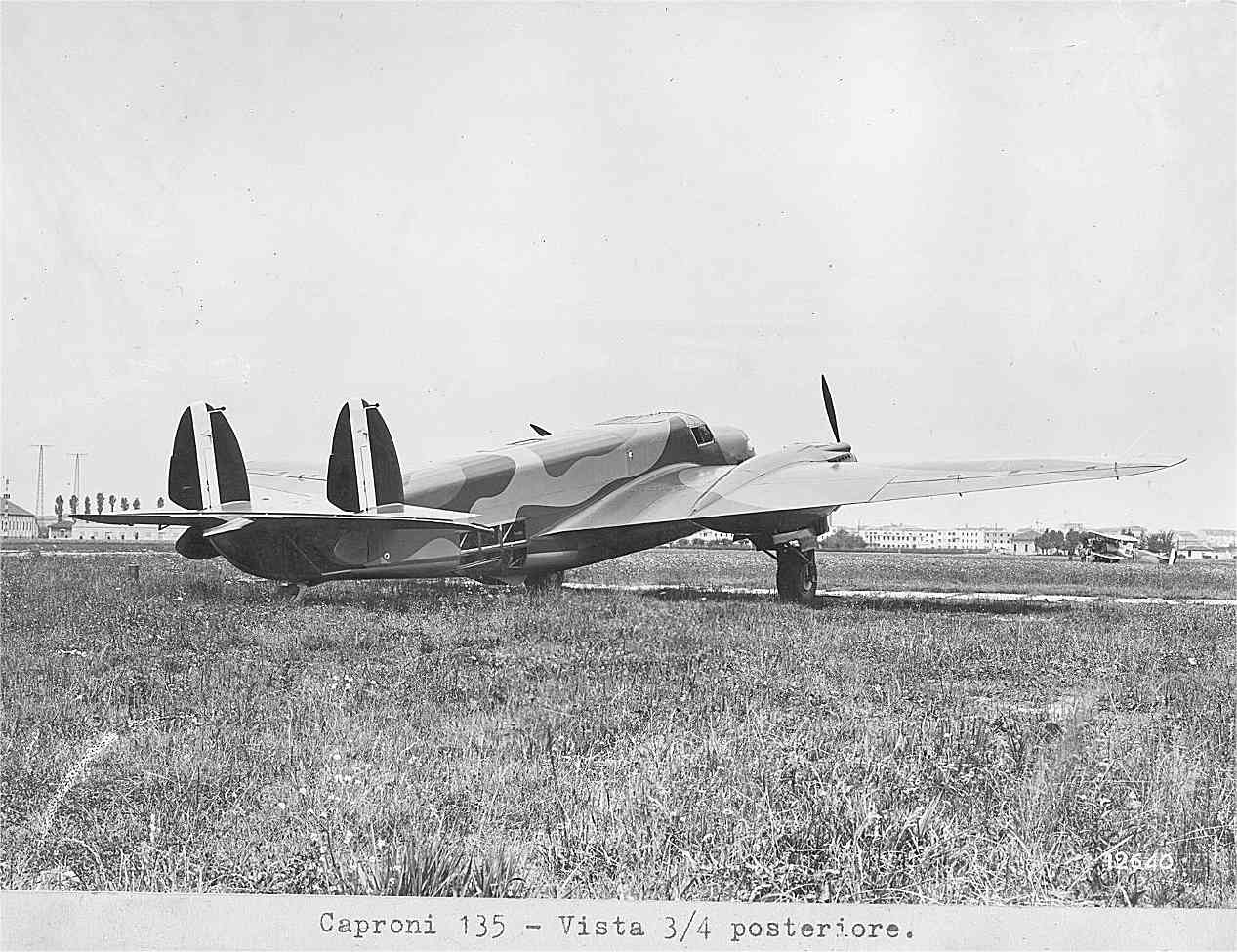
Caproni Ca.135, 1937

Úspěšnější byla montáž čtrnáctiválců Piaggio P-XI RC-40, testovaná na podzim 1938 a během roku 1939 na několika kusech, které pak dosahovaly rychlosti až 440 km/h. Na základě těchto zkušebních letounů, upravených z nedodaných Tipo Spagna, byla v roce 1939 vyvinuta verze Ca.135bis se stejnými pohonnými jednotkami, upravenou přídí trupu a zdokonalenou střeleckou věží Caproni-Lanciani na hřbetě trupu. V lednu 1940 objednala maďarská nákupní komise 36 těchto letounů, které byly společně s verzí Ca.135 v roce 1941 zařazeny v rámci Luftflotte IV proti SSSR.
Koncem roku 1942 proběhly testovací lety Ca.135 se zabudovanou dvojicí motorů Piaggio P-XII RC-35 po 1100 kW, na jaře 1943 pak s motory Alfa Romeo 135 RC-32 Tornado s výkonem po 1030 kW. Takto upravený letoun nesl označení Ca.169 a dosáhl rychlosti 485 km/h.

## Specifikace (Ca.135)

Caproni Ca.135bis

Údaje dle

### Technické údaje
- Osádka:
- Rozpětí: 18,80 m
- Délka: 13,70 m
- Výška: 3,40 m
- Nosná plocha: 60,00 m²
- Hmotnost prázdného letounu: 6600 kg
- Vzletová hmotnost: 8400 kg
- Pohonná jednotka:

### Výkony
- Maximální rychlost: 365 km/h
- Cestovní rychlost: 320 km/h
- Přistávací rychlost: 130 km/h
- Počáteční stoupavost: 437 m/min
- Výstup na 4000 m: 16,75 min
- Dostup: 7900 m
- Dolet: 1600 km